# 아오야마 소타
아오야마 소타(Sota Aoyama, 1979년 9월 17일 ~ )는 일본의 배우, 영화배우, 텔레비전 배우이다.
이즈모시에서 태어났다.

## 방송
- 인디고의 연인 - 나카무라 타츠야 역
- 울트라맨X
- 여기가 소문의 엘・파라시오
- 괴기 대작전 세컨드 파일
- 홀리랜드

## 영화
- 태양을 덮다 (2016년) - 테라다 마나부 역
- 인디고의 연인 (2016년)
- 콤플렉스 (2013년)
- 홈 커밍 (2010년) - 카모타 카즈히로 역
- 괴기 대작전 세컨드 파일 (2007년)
- 데스노트: 라스트 네임 (2006년)
- 데스노트 (2006년) - 마츠다 형사 역
- 홀리랜드 (2005년)